# 達尼利切
49°22′4″N 24°42′30″E / 49.36778°N 24.70833°E
達尼利切（烏克蘭語：Данильче），是烏克蘭西部的村莊，隸屬伊萬諾-弗蘭科夫斯克州的伊萬諾-弗蘭科夫斯克區。該村面積9.85平方公里，2001年人口421，人口密度每平方公里42.8人。